# インクルト
インクルト（Incruit ハングル: 인크루트 KRX: 060300）は、韓国の就職情報サイト。またはこれを運営する企業。1998年に李光錫とシ・ミヨンによって設立された。
本社は韓国のソウルにあり、200人以上の従業員がいる。